# 沃特·吉斯勒

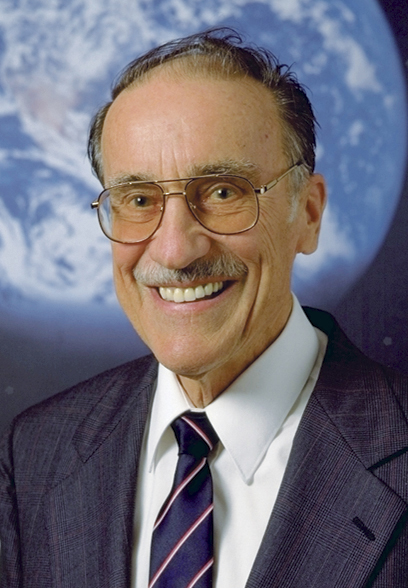
沃特·吉斯勒

沃特·吉斯勒（1918年—2015年11月2日）是一位物理学家、发明家，也是一位慈善家。

## 生平
1918年生于瑞士比尔城，是瑞士物理学会终身会员，也是美国航空航天学会和国际自动化学会（前身是美国仪器仪表学会）的成员，后者于2000年向他颁发了终身成就奖。他被收录在《美国科学名人录》、《航空界名人录》、《财政和工业界名人录》以及《世界名人录》中。他在科学和工业仪器领域拥有50余项发明专利，发表了大量科学与商业相关的论文。

## 教育背景与第一项发明
沃特在日内瓦大学学习理科专业，后在苏黎世联邦理工学院获得物理学硕士学位。在成为位于温特图尔的瑞士机车和机器制造厂的仪器实验室负责人之后，他首创了一项测量技术，利用压电石英晶体作为加速度传感器、测压元件和压力计中的转导元素。沃特发明的电荷放大器能够处理传感器获取的高阻抗信号，使这项新技术成为了可能。他也因此获得了美国仪器仪表学会颁发的1980年度“阿尔伯特·斯佩里奖”(该奖项针对在仪器、系统和自动化领域做出突出贡献的个人）

## 中年时期
1951年，沃特移居美国，加盟纽约州水牛城的贝尔飞行系统公司。在贝尔公司期间，他开发出脉冲约束伺服加速计。这项发明后来被用于Agena太空火箭推进器，也让他获得了美国航空航天研究所颁发的1968年度航空先驱奖，表彰他“为航天仪器仪表领域的发展做出的杰出贡献”。1957年，吉斯勒成立了吉斯勒仪器公司，在他目前成果的基础上，寻求在石英仪器领域的进一步发展。在他的监管下,公司作出了几项重大创新成果，甚至被用于阿波罗载人飞船。他本人也成为了石英传感器研发领域的世界级人物。
随后，他卖掉了公司（该公司即现在的奇石乐仪器股份公司，搬到华盛顿州西雅图，与搭档Charles Morse成立了Kistler-Morse公司。在此期间，他带领设计出一系列传感器领域的新发明。1983年，因为在传感器领域的杰出贡献，他当选为国际自动化学会院士。
20世纪60年代，吉斯勒开发出一套速记法，1997年他成立相应的信托，开始推广这套名为Newrite的速记系统进入实际应用。

## 后期生涯与未来基金会
晚年的吉斯勒在好几家高科技企业的成立时期就担任了董事或主席等重要的角色，包括奇石乐集团、Interpoint、Paroscientific、SPACEHAB等。1993年，他与别人联合创办了Kistler航空航天公司，继续自己终身追求的梦想——设计和制造出可持续重复使用的空间飞行器，以缩减80％-90％人类进入太空所需的高昂开支。
吉斯勒先生的主要时间都贡献给了科学与工程领域，但他也时刻关心着人类的发展前程。1996年，他立了未来基金会（与Bob Citron一起）。基金会的目标是增进对于那些在长远未来可能对人类长远未来产生重大影响的知识的认识。
未来基金会的运作项目包括每年颁发吉斯勒奖以及沃特·P·吉斯勒奖（后者颁给图书、电影和教育领域对人类未来相关的科学知识的推广做出贡献的人）；为研究与对长远未来发展直接相关的课题的学者提供资金支持（最高达2万5千美元）；主办或协办学术会议，召集来自世界各地区各学科领域的科学家与学者，一起探讨关于人种与地球的千年未来问题；并承担起提高公众未来意识的职责。2009年，新开设了吉斯勒系列讲堂，面向公众免费开放，让参与者获得与各领域专家就与人类近期或未来发展相关的重大问题进行直接交流的机会。
至今已有上百位专家学者参与了未来基金会的研讨会或工作坊。以下摘取了他们的部分评价：
“大会把各领域的智慧汇聚一堂，严肃而大胆地探讨关于未来的问题，非常具有价值。”——马萨诸塞大学Howard Wiarda教授
“通过未来基金会项目中的经历，我对未来变得乐观了起来。”——伦敦政治经济学院John Skoyles博士
“如果组织方的目的是让那些之前从不思考未来的人进行关于未来的思考。那得说，他们在我身上取得了成功，而且自那时起我再也未停止思考。我知道，在预测近期未来这点上，人类是多么的无望，更别说千年之后的未来。但对我们而言，做这样的尝试是非常重要的。”——《谜米机器》作者苏珊·布莱克摩尔博士
“与同行乃至非同行共享观念是很重要的，如此你才能有一个全面看问题的视角。别人的思路可让你更周密地思考问题的所在，一群人一起更容易想出相应的对策。”——高中生Albert
“我在未来学领域已经投入了30年的精力，能有机会与这么多的未来学家同时见面，真是倍感高兴。我从中获益良多，这样的跨学科领域涵盖了政治学、教育学、经济学、社会学、人类学等等方面。这个大会非常有帮助，我的视野得到了很大的扩展。”淡江大学张建邦
沃特先生对人类未来充满关注，他曾经写道：
“我从孩提时代起，就开始思索已经发生和尚未发生的事情……而今，基因的密码已被破译，我们已能够探索人类结构最深层的奥秘；晶体管也被发明，基于计算机的文明充满了电脑游戏和交互式电视。我们征服了太空，漫步于月球，但很少有人真正意识到了在人类目前状况下最具幅度的发展变化——这样的发展变化可能是不祥的征兆。20世纪伊始，人类经由童年倏忽变身成年，科学技术赋予的巨大威力让人类掌握了自己的命运，控制者成为控制者，也须承担这个位置带来的一切。能力有多大，责任就有多大。不幸的是，我们人类似乎并没有认识到这一点。”

关于吉斯勒先生比较不为人知的一点是，他是一名狂热的速记爱好者，并且亲自发明了一套英语手写速记系统——Newrite。Newrite速记法目前已经在印度和中国进入了推广阶段。